# Football League Championship 2023-2024
La Football League Championship 2023-2024 è la 121ª edizione del campionato inglese di calcio di seconda divisione, la trentatreesima con i play-off e a 24 squadre. La regular season è cominciata il 4 agosto 2023 ed è terminata il 4 maggio 2024, a cui seguirà la fase finale che si concluderà con la finale dei play-off.

## Avvenimenti

### Cambiamenti di squadra dalla scorsa stagione

#### Dalla Championship
Promosse in Premier League
- Burnley
- Sheffield Utd
- Luton Town

Retrocesse in League One
- Wigan
- Blackpool
- Reading

#### In Championship
Retrocesse dalla Premier League
- Southampton
- Leeds Utd
- Leicester City

Promosse dalla League One
- Plymouth
- Ipswich Town
- Sheffield Weds

## Squadre partecipanti
| Squadra           | Stagione | Città               | Stadio               | Stagione precedente                                  |
| ----------------- | -------- | ------------------- | -------------------- | ---------------------------------------------------- |
| Birmingham City   | dettagli | Birmingham          | St Andrew's Stadium  | 17° in Football League Championship                  |
| Blackburn         | dettagli | Blackburn           | Ewood Park           | 7° in Football League Championship                   |
| Bristol City      | dettagli | Bristol             | Ashton Gate Stadium  | 14° in Football League Championship                  |
| Cardiff City      | dettagli | Cardiff             | Cardiff City Stadium | 21° in Football League Championship                  |
| Coventry City     | dettagli | Coventry            | Ricoh Arena          | 5° in Football League Championship                   |
| Huddersfield Town | dettagli | Huddersfield        | John Smith's Stadium | 18° in Football League Championship                  |
| Hull City         | dettagli | Kingston upon Hull  | KC Stadium           | 15° in Football League Championship 2022-2023        |
| Ipswich Town      | dettagli | Ipswich             | Portman Road         | 2º posto in EFL League One, promosso                 |
| Leeds Utd         | dettagli | Leeds               | Elland Road          | 19º posto in Premier League, retrocesso              |
| Leicester City    | dettagli | Leicester           | King Power Stadium   | 18º posto in Premier League, retrocesso              |
| Middlesbrough     | dettagli | Middlesbrough       | Riverside Stadium    | 4° in Football League Championship                   |
| Millwall          | dettagli | Londra (Bermondsey) | The Den              | 8° in Football League Championship                   |
| Norwich City      | dettagli | Norwich             | Carrow Road          | 13° in Football League Championship                  |
| Plymouth          | dettagli | Plymouth            | Home Park            | 1º posto in EFL League One, promosso                 |
| Preston N.E.      | dettagli | Preston             | Deepdale             | 12° in Football League Championship                  |
| QPR               | dettagli | Londra (White City) | Loftus Road          | 20° in Football League Championship                  |
| Rotherham Utd     | dettagli | Rotherham           | New York Stadium     | 19° in Football League Championship                  |
| Sheffield Weds    | dettagli | Sheffield           | Hillsborough Stadium | 3º posto in EFL League One, promosso dopo i play-off |
| Southampton       | dettagli | Southampton         | St Mary's Stadium    | 20º posto in Premier League, retrocesso              |
| Stoke City        | dettagli | Stoke-on-Trent      | Bet365 Stadium       | 16° in Football League Championship                  |
| Sunderland        | dettagli | Sunderland          | Stadium of Light     | 6° in Football League Championship                   |
| Swansea City      | dettagli | Swansea             | Liberty Stadium      | 10° in Football League Championship                  |
| Watford           | dettagli | Watford             | Vicarage Road        | 11° in Football League Championship                  |
| West Bromwich     | dettagli | West Bromwich       | The Hawthorns        | 9° in Football League Championship                   |

### Allenatori e primatisti
| Squadra              | Allenatore                                                                          | Più presente                               | Cannoniere                  |
| -------------------- | ----------------------------------------------------------------------------------- | ------------------------------------------ | --------------------------- |
| Birmingham City      | John Eustace (1ª-11ª) Wayne Rooney (12ª-26ª) Tony Mowbray (27ª-) Gary Rowett        | Juninho Bacuna (45)                        | Jay Stansfield (12)         |
| Blackburn Rovers     | Jon Dahl Tomasson (1ª-31ª) John Eustace (32ª-)                                      | Samuel Szmodics Callum Brittain (44)       | Samuel Szmodics (27)        |
| Bristol City         | Nigel Pearson (1ª-14ª) Curtis Fleming (15ª-)                                        | Max O'Leary Jason Knight (46)              | Tommy Conway (10)           |
| Cardiff City         | Erol Bulut                                                                          | Dīmītrīs Goutas (46)                       | Perry Ng Karlan Grant (6)   |
| Coventry City        | Mark Robins                                                                         | Ellis Simms (46)                           | Haji Wright (16)            |
| Huddersfield Town    | Neil Warnock (1ª-7ª) Darren Moore (8ª-) André Breitenreiter                         | Sorba Thomas, Michał Helik (41)            | Michał Helik (9)            |
| Hull City            | Liam Rosenior                                                                       | Alfie Jones (44)                           | Jaden Philogene (12)        |
| Ipswich Town         | Kieran McKenna                                                                      | Václav Hladký (46)                         | Conor Chaplin (13)          |
| Leeds United         | Daniel Farke                                                                        | Ethan Ampadu (46)                          | Crysencio Summerville (19)  |
| Leicester City       | Enzo Maresca                                                                        | Stephy Mavididi (46)                       | Jamie Vardy (18)            |
| Middlesbrough        | Michael Carrick                                                                     | Samuel Silvera, Jonathan Howson (37)       | Emmanuel Latte Lath (15)    |
| Millwall             | Gary Rowett (1ª-11ª) Adam Barrett (ad interim) (12ª) Joe Edwards (13ª-) Neil Harris | Zian Flemming (6)                          | Zian Flemming (7)           |
| Norwich City         | David Wagner                                                                        | Jack Stacey Gabriel Sara Kenny McLean (46) | Josh Sargent (16)           |
| Plymouth             | Steven Schumacher (1ª-20ª) Ian Foster (21ª-) Neil Dewsnip                           | Morgan Whittaker (45)                      | Morgan Whittaker (19)       |
| Preston North End    | Ryan Lowe                                                                           | Liam Lindsay (46)                          | Will Keane (13)             |
| Queens Park Rangers  | Gareth Ainsworth (1ª-14ª) Martí Cifuentes (15ª-)                                    | Asmir Begović (45)                         | Ilias Chair (7)             |
| Rotherham United     | Matt Taylor (1ª-16ª) Leam Richardson (17ª-) Steve Evans                             | Viktor Johansson (45)                      | Tom Eaves (6)               |
| Sheffield Wednesday  | Xisco (1ª-10ª) Danny Röhl (11ª-)                                                    | Anthony Musaba (43)                        | Ike Ugbo Anthony Musaba (7) |
| Southampton          | Russell Martin                                                                      | Adam Armstrong (46)                        | Adam Armstrong (21)         |
| Stoke City           | Alex Neil (1ª-20ª) Steven Schumacher (22ª-)                                         | Ki-Jana Hoever (40)                        | André Vidigal (6)           |
| Sunderland           | Tony Mowbray (1ª-19ª) Michael Beale (20ª-33ª) Mike Dodds (34ª-)                     | Trai Hume (46)                             | Jack Clarke (15)            |
| Swansea City         | Michael Duff (1ª-19ª) Alan Sheehan (ad interim) (20ª-26ª) Luke Williams (27ª-)      | Matt Grimes Carl Rushworth (46)            | Jamal Lowe (9)              |
| Watford              | Valérien Ismaël (1ª-37ª) Tom Cleverley (38ª-)                                       | Wesley Hoedt Yaser Asprilla (43)           | Mileta Rajović (10)         |
| West Bromwich Albion | Carlos Corberán                                                                     | Alex Palmer Darnell Furlong (46)           | Brandon Thomas-Asante (11)  |

## Classifica finale[1]
|  | Pos. | Squadra           | Pt | G  | V  | N  | P  | GF | GS | DR  |
|  | ---- | ----------------- | -- | -- | -- | -- | -- | -- | -- | --- |
|  | 1.   | Leicester City    | 97 | 46 | 31 | 4  | 11 | 89 | 41 | +48 |
|  | 2.   | Ipswich Town      | 96 | 46 | 28 | 12 | 6  | 92 | 57 | +35 |
|  | 3.   | Leeds Utd         | 90 | 46 | 27 | 9  | 10 | 81 | 43 | +38 |
|  | 4.   | Southampton       | 87 | 46 | 26 | 9  | 11 | 87 | 63 | +24 |
|  | 5.   | West Bromwich     | 75 | 46 | 21 | 12 | 13 | 70 | 47 | +23 |
|  | 6.   | Norwich City      | 73 | 46 | 21 | 10 | 15 | 79 | 64 | +15 |
|  | 7.   | Hull City         | 70 | 46 | 19 | 13 | 14 | 68 | 60 | +8  |
|  | 8.   | Middlesbrough     | 69 | 46 | 20 | 9  | 17 | 71 | 62 | +9  |
|  | 9.   | Coventry City     | 64 | 46 | 17 | 13 | 16 | 70 | 59 | +11 |
|  | 10.  | Preston N.E.      | 63 | 46 | 18 | 9  | 19 | 56 | 67 | -11 |
|  | 11.  | Bristol City      | 62 | 46 | 17 | 11 | 18 | 53 | 51 | +2  |
|  | 12.  | Cardiff City      | 62 | 46 | 19 | 5  | 22 | 53 | 70 | -17 |
|  | 13.  | Millwall          | 59 | 46 | 16 | 11 | 19 | 45 | 55 | -10 |
|  | 14.  | Swansea City      | 57 | 46 | 15 | 12 | 19 | 59 | 65 | -6  |
|  | 15.  | Watford           | 56 | 46 | 13 | 17 | 16 | 61 | 61 | 0   |
|  | 16.  | Sunderland        | 56 | 46 | 16 | 8  | 22 | 52 | 54 | -2  |
|  | 17.  | Stoke City        | 56 | 46 | 15 | 11 | 20 | 49 | 60 | -11 |
|  | 18.  | QPR               | 56 | 46 | 15 | 11 | 20 | 47 | 58 | -11 |
|  | 19.  | Blackburn         | 53 | 46 | 14 | 11 | 21 | 60 | 74 | -14 |
|  | 20.  | Sheffield Weds    | 53 | 46 | 15 | 8  | 23 | 44 | 68 | -24 |
|  | 21.  | Plymouth          | 51 | 46 | 13 | 12 | 21 | 59 | 70 | -11 |
|  | 22.  | Birmingham City   | 50 | 46 | 13 | 11 | 22 | 50 | 65 | -15 |
|  | 23.  | Huddersfield Town | 45 | 46 | 9  | 18 | 19 | 48 | 77 | -29 |
|  | 24.  | Rotherham Utd     | 27 | 46 | 5  | 12 | 29 | 37 | 89 | -52 |

Legenda:
      Promosso in Premier League 2024-2025.
   Ammesse ai play-off per un posto in Premier League 2024-2025.
      Retrocesso in Football League One 2024-2025.
Regolamento:
Tre punti a vittoria, uno a pareggio, zero a sconfitta.
In caso di arrivo di due o più squadre a pari punti, la graduatoria verrà stilata secondo i seguenti criteri:
- differenza reti
- maggior numero di gol segnati
- classifica avulsa
- maggior numero di vittorie
- maggior numero di gol segnati in trasferta
- fair play
- spareggio

## Risultati

### Tabellone
Ogni riga indica i risultati casalinghi della squadra segnata a inizio della riga, contro le squadre segnate colonna per colonna (che invece avranno giocato l'incontro in trasferta). Al contrario, leggendo la colonna di una squadra si avranno i risultati ottenuti dalla stessa in trasferta, contro le squadre segnate in ogni riga, che invece avranno giocato l'incontro in casa.
|                     | BIR  | BLA  | BRI  | CAR  | COV  | HUD  | HUL  | IPS  | LEE  | LEI  | MID  | MIL  | NOR  | PRE  | PLY  | QPR  | ROT  | SHW  | SOU  | STO  | SUN  | SWA  | WAT  | WBA  |
| ------------------- | ---- | ---- | ---- | ---- | ---- | ---- | ---- | ---- | ---- | ---- | ---- | ---- | ---- | ---- | ---- | ---- | ---- | ---- | ---- | ---- | ---- | ---- | ---- | ---- |
| Birmingham City     | –––– | 1-0  | 0-0  | 0-1  | 3-0  | 4-1  | 0-2  | 2-2  | 1-0  | 2-3  | 0-1  | 1-1  | 1-0  | 1-0  | 2-1  | 0-0  | 0-0  | 2-1  | 3-4  | 1-3  | 2-1  | 2-2  | 0-1  | 3-1  |
| Blackburn Rovers    | 4-2  | –––– | 2-1  | 1-0  | 0-0  | 1-1  | 1-2  | 0-1  | 0-2  | 1-4  | 2-1  | 1-1  | 1-1  | 1-2  | 1-1  | 1-2  | 2-2  | 1-3  | 0-0  | 3-1  | 1-3  | 0-1  | 1-2  | 2-1  |
| Bristol City        | 0-2  | 5-0  | –––– | 0-1  | 1-0  | 1-1  | 3-2  | 0-1  | 0-1  | 1-0  | 3-2  | 0-1  | 1-2  | 1-1  | 4-1  | 0-1  | 2-0  | 1-0  | 3-1  | 2-3  | 1-0  | 1-0  | 1-1  | 0-0  |
| Cardiff City        | 0-1  | 0-0  | 2-0  | –––– | 3-2  | 1-0  | 1-3  | 2-1  | 0-3  | 0-2  | 1-4  | 1-0  | 2-3  | 0-2  | 2-2  | 1-2  | 2-0  | 2-1  | 2-1  | 2-1  | 0-2  | 2-0  | 1-1  | 0-1  |
| Coventry City       | 2-0  | 1-0  | 2-2  | 1-2  | –––– | 1-1  | 2-3  | 1-2  | 2-1  | 3-1  | 3-0  | 2-1  | 1-1  | 0-3  | 1-0  | 1-2  | 5-0  | 2-0  | 1-1  | 0-0  | 0-0  | 2-2  | 3-3  | 0-2  |
| Huddersfield Town   | 1-1  | 3-0  | 1-1  | 0-4  | 1-3  | –––– | 1-2  | 1-1  | 1-1  | 0-1  | 1-2  | 1-0  | 0-4  | 1-3  | 1-1  | 2-1  | 2-0  | 4-0  | 1-1  | 2-2  | 1-0  | 0-4  | 0-0  | 1-4  |
| Hull City           | 1-1  | 3-2  | 1-1  | 3-0  | 1-1  | 1-0  | –––– | 3-3  | 0-0  | 2-2  | 2-2  | 1-0  | 1-2  | 1-0  | 1-1  | 3-0  | 4-1  | 4-2  | 1-2  | 0-2  | 0-1  | 0-1  | 1-2  | 1-1  |
| Ipswich Town        | 3-1  | 4-3  | 3-2  | 3-2  | 2-1  | 2-0  | 3-0  | –––– | 3-4  | 1-1  | 1-1  | 3-1  | 2-2  | 4-2  | 3-2  | 0-0  | 4-3  | 6-0  | 3-2  | 2-0  | 2-1  | 3-2  | 0-0  | 2-2  |
| Leeds United        | 3-0  | 0-1  | 2-1  | 2-2  | 1-1  | 4-1  | 3-1  | 4-0  | –––– | 3-1  | 3-2  | 2-0  | 1-0  | 2-1  | 2-1  | 1-0  | 3-0  | 0-0  | 1-2  | 1-0  | 0-0  | 3-1  | 3-0  | 1-1  |
| Leicester City      | 2-1  | 0-2  | 1-0  | 2-1  | 2-1  | 4-1  | 0-1  | 1-1  | 0-1  | –––– | 1-2  | 3-2  | 3-1  | 3-0  | 4-0  | 1-2  | 3-0  | 2-0  | 5-0  | 2-0  | 1-0  | 3-1  | 2-0  | 2-1  |
| Middlesbrough       | 1-0  | 0-0  | 1-2  | 2-0  | 1-3  | 1-1  | 1-2  | 0-2  | 3-4  | 1-0  | –––– | 0-1  | 3-1  | 4-0  | 0-2  | 0-2  | 1-1  | 2-0  | 2-1  | 0-2  | 1-1  | 2-0  | 3-1  | 1-0  |
| Millwall            | 1-0  | 1-2  | 0-1  | 3-1  | 0-3  | 1-1  | 2-2  | 0-4  | 0-3  | 1-0  | 1-3  | –––– | 1-0  | 1-1  | 1-0  | 2-0  | 3-0  | 0-2  | 0-1  | 1-0  | 1-1  | 0-3  | 1-0  | 1-1  |
| Norwich City        | 2-0  | 1-3  | 1-1  | 4-1  | 2-1  | 2-0  | 2-1  | 1-0  | 2-3  | 0-2  | 1-2  | 3-1  | –––– | 0-0  | 2-1  | 1-0  | 5-0  | 3-1  | 1-1  | 1-0  | 1-0  | 2-2  | 4-2  | 2-0  |
| Preston             | 2-1  | 2-2  | 2-0  | 1-2  | 3-2  | 4-1  | 0-0  | 3-2  | 2-1  | 0-3  | 2-1  | 1-1  | 0-1  | –––– | 2-1  | 0-2  | 3-0  | 0-1  | 2-2  | 1-2  | 2-1  | 2-1  | 1-5  | 0-4  |
| Plymouth            | 3-3  | 3-0  | 0-1  | 3-1  | 2-2  | 3-1  | 1-0  | 0-2  | 0-2  | 1-0  | 3-3  | 0-2  | 6-2  | 0-1  | –––– | 1-1  | 3-2  | 3-0  | 1-2  | 2-1  | 2-0  | 1-3  | 3-3  | 0-3  |
| QPR                 | 2-1  | 0-4  | 0-0  | 1-2  | 1-3  | 1-1  | 2-0  | 0-1  | 4-0  | 1-2  | 0-2  | 2-0  | 2-2  | 1-0  | 0-0  | –––– | 2-1  | 0-2  | 0-1  | 4-2  | 1-3  | 1-1  | 1-2  | 2-2  |
| Rotherham United    | 0-0  | 2-2  | 1-2  | 5-2  | 2-0  | 0-0  | 1-2  | 2-2  | 1-1  | 1-2  | 1-0  | 2-1  | 2-1  | 1-1  | 0-1  | 1-1  | –––– | 0-1  | 0-2  | 0-1  | 1-1  | 1-2  | 0-1  | 0-2  |
| Sheffield Wednesday | 2-0  | 3-1  | 2-1  | 1-2  | 1-2  | 0-0  | 3-1  | 0-1  | 0-2  | 1-1  | 1-1  | 0-4  | 2-2  | 0-1  | 1-0  | 2-1  | 2-0  | –––– | 1-2  | 1-1  | 0-3  | 1-1  | 0-0  | 3-0  |
| Southampton         | 3-1  | 4-0  | 1-0  | 2-0  | 2-1  | 5-3  | 1-2  | 0-1  | 3-1  | 1-4  | 1-1  | 1-2  | 4-4  | 3-0  | 2-1  | 2-1  | 1-1  | 4-0  | –––– | 0-1  | 4-2  | 5-0  | 3-2  | 2-1  |
| Stoke City          | 1-2  | 0-3  | 4-0  | 0-0  | 0-1  | 1-1  | 1-3  | 0-0  | 1-0  | 0-5  | 2-0  | 0-0  | 0-3  | 0-2  | 3-0  | 1-0  | 4-1  | 0-1  | 0-1  | –––– | 2-1  | 1-1  | 1-0  | 2-2  |
| Sunderland          | 3-1  | 1-5  | 0-0  | 0-1  | 0-3  | 1-2  | 0-1  | 1-2  | 1-0  | 0-1  | 0-4  | 0-1  | 3-1  | 2-0  | 3-1  | 0-0  | 2-1  | 0-2  | 5-0  | 3-1  | –––– | 1-2  | 2-0  | 2-1  |
| Swansea City        | 1-1  | 2-1  | 1-2  | 2-0  | 1-1  | 1-1  | 2-2  | 1-2  | 0-4  | 1-3  | 1-2  | 0-1  | 2-1  | 2-1  | 0-1  | 0-1  | 1-0  | 3-0  | 1-3  | 3-0  | 0-0  | –––– | 0-1  | 1-0  |
| Watford             | 2-0  | 0-1  | 1-4  | 0-1  | 1-2  | 1-2  | 0-0  | 1-2  | 2-2  | 1-2  | 2-3  | 2-2  | 3-2  | 0-0  | 0-0  | 4-0  | 5-0  | 1-0  | 1-1  | 1-1  | 1-0  | 1-1  | –––– | 2-2  |
| West Bromwich       | 1-0  | 4-1  | 2-0  | 2-0  | 2-1  | 1-2  | 3-1  | 2-0  | 1-0  | 1-2  | 4-2  | 0-0  | 1-0  | 3-0  | 0-0  | 2-0  | 2-0  | 1-0  | 0-2  | 1-1  | 0-1  | 3-2  | 2-2  | –––– |

## Play-off
Tabellone
|  | Semifinali | Semifinali    | Semifinali | Semifinali | Semifinali |  |  | Finale      | Finale      | Finale |  |
|  |            |               |            |            |            |  |  |             |             |        |  |
|  | 6          | Norwich City  | 0          | 0          | 0          |  |  |             |             |        |  |
|  | 3          | Leeds Utd     | 0          | 4          | 4          |  |  | Leeds Utd   | Leeds Utd   | 0      |  |
|  | 5          | West Bromwich | 0          | 1          | 1          |  |  | Southampton | Southampton | 1      |  |
|  | 4          | Southampton   | 0          | 3          | 3          |  |  |             |             |        |  |

### Semifinali
| Squadra 1     | Totale | Squadra 2   | Andata | Ritorno |
| ------------- | ------ | ----------- | ------ | ------- |
| Norwich City  | 0 - 4  | Leeds Utd   | 0 - 0  | 0 - 4   |
| West Bromwich | 1 - 3  | Southampton | 0 - 0  | 1 - 3   |

### Finale
| Arbitro: | Brooks |

|  |           |               |
|  | Marcatori | 24’ Armstrong |

## Statistiche

### Individuali

#### Classifica marcatori
Aggiornata al 4 maggio 2024
| Gol |  |  | Giocatore             | Squadra        |
| --- |  |  | --------------------- | -------------- |
| 27  |  |  | Samuel Szmodics       | Blackburn      |
| 21  |  |  | Adam Armstrong        | Southampton    |
| 19  |  |  | Morgan Whittaker      | Plymouth       |
| 19  |  |  | Crysencio Summerville | Leeds          |
| 18  |  |  | Jamie Vardy           | Leicester City |
| 16  |  |  | Ché Adams             | Southampton    |
| 16  |  |  | Josh Sargent          | Norwich City   |
| 16  |  |  | Haji Wright           | Coventry City  |
| 16  |  |  | Emmanuel Latte Lath   | Middlesbrough  |
| 15  |  |  | Jack Clarke           | Sunderland     |
| 13  |  |  | Conor Chaplin         | Ipswich Town   |
| 13  |  |  | Nathan Broadhead      | Ipswich Town   |
| 13  |  |  | Daniel James          | Leeds          |
| 13  |  |  | Ellis Simms           | Coventry City  |
| 13  |  |  | Will Keane            | Preston        |
| 13  |  |  | Gabriel Sara          | Norwich City   |
| 13  |  |  | Joël Piroe            | Leeds          |